# Kielce Cup

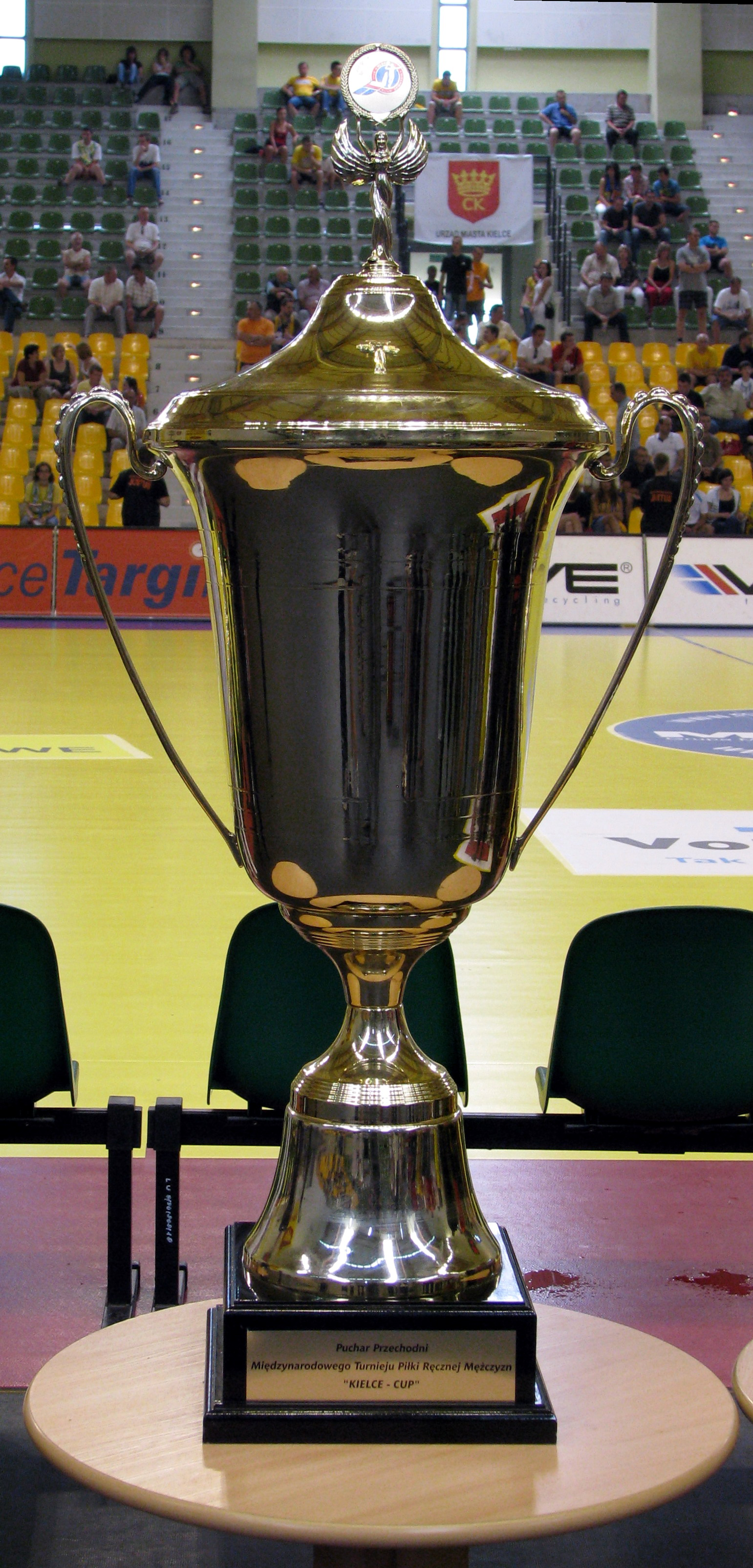
Puchar przechodni Kielce Cup

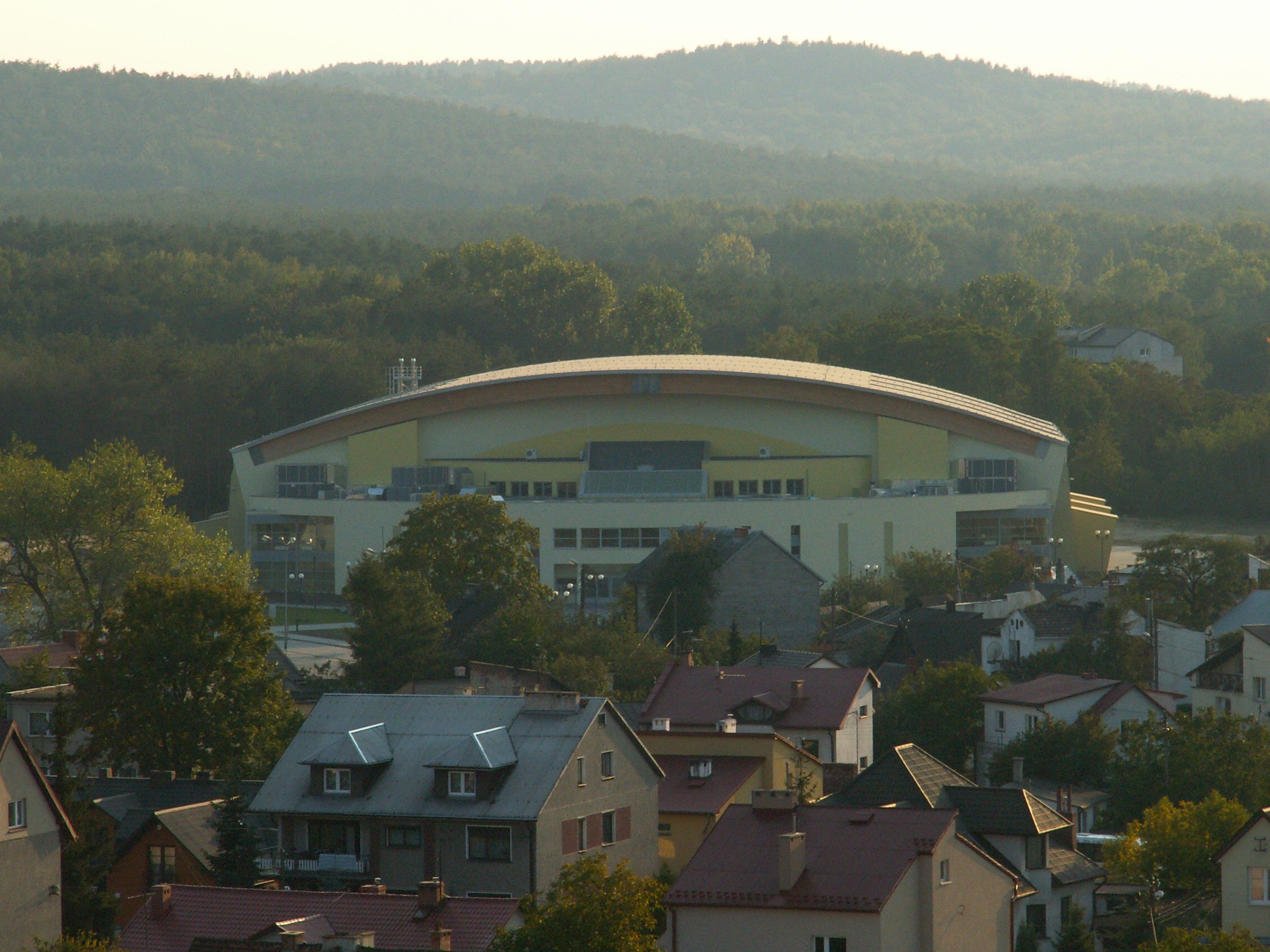
Hala Legionów, miejsce rozgrywania turnieju Kielce Cup

Kielce Cup – międzynarodowy turniej piłki ręcznej mężczyzn organizowany przez Vive Kielce. Turniej odbywa się co roku w hali Legionów w Kielcach. Występują w nim czołowe kluby z Polski i Europy.
Turniej Kielce Cup odbył się po raz pierwszy w dniach 25-27 sierpnia 2006. Zastąpił dotychczasowy turniej o puchar prezesa Vive Bertusa Servaasa, którego pierwsza edycja miała miejsce w 2002 roku.

## 2006
Czas trwania: 25-27 sierpnia 2006

### Eliminacje

#### Grupa A

##### Wyniki
25 sierpnia 2006 15.30
| Grasshopper Club | 29:27 (15:14) | Viborg HK |
| Antl 5 · Pomeranz 5 · Chantziaras 4 · Moszczyński 4 · Schmid 4 · Fellmann 3 · Brüngger 2 · Lazarević 1 · Stranovský 1 · Hodel · Krasavac | Przebieg: 3:0 (5min) 8:7 (17) 13:8 (19) 14:11 (26) 15:13 (28) 17:17 (34) 23:20 (43) 25:24 (51) 26:26 (56) 28:26 (59) 28:27 (59) | 5 Johannsen · 5 Lindberg · 4 Olsen · 3 Hansen · 2 Bitsh · 2 Bjerrg · 2 Hansen · 2 Toudhal · 1 Kacper · Strajn |

25 sierpnia 2006 19:00
| Dunaferr SE | 34:23 (18:9) | Grasshopper Club |
| Gsaszar 10 · Ivancisik 6 · Kukutska 4 · Grebenar 3 · Zubai 3 · Toro 2 · Nagy 1 · Denes · Dsukits · Mikler · Szatmari | Przebieg: 3:0 (3min) 6:4 (12) 12:6 (23) 13:8 (25) 17:8 (29) 22:10 (37) 27:16 (46) 30:20 (54) 33:21 (58) 34:23 (59) | 6 Fellmann · 4 Brüngger · 2 Moszczyński · 2 Pomeranz · 2 Schmid · 1 Stranovský · Antl · Kliszczyk · Lazarević · Pregler |

26 sierpnia 2006 17:30
| Dunaferr SE | 23:29 (12:12) | Viborg HK |
| Csaszar 7 · Dsukics 3 · Kukucska 3 · Toro 3 · Zubai 3 · Ivancisk 2 · Nagy 1 · Rosta 1 · Denes · Grebenar · Kavacs · Mikler · Sandor · Szatmari | Przebieg: 2:0 (2min) 5:3 (8) 9:7 (20) 11:9 (28) 11:11 (29) 12:15 (36) 16:17 (41) 16:22 (46) 18:22 (48) 18:26 (53) 20:28 (56) | 8 Toudhal · 7 Olsen · 5 Johannessen · 4 Leegard · 2 Bjerre · 2 Toft Hansen · Bitsh · R. Hansen · Jackobsen · Lindberg · Sijan · Trevland |

##### Tabela
| Lp. | Drużyna          | Mecze | Zwycięstwa | Remisy | Porażki | Bramki zdobyte | Bramki stracone | Punkty |
| --- | ---------------- | ----- | ---------- | ------ | ------- | -------------- | --------------- | ------ |
| 1.  | Dunaferr SE      | 2     | 1          | 0      | 1       | 57             | 51              | 2      |
| 2.  | Viborg HK        | 2     | 1          | 0      | 1       | 56             | 52              | 2      |
| 3.  | Grasshopper Club | 2     | 1          | 0      | 1       | 52             | 61              | 2      |

#### Grupa B

##### Wyniki
25 sierpnia 2006 17:30
| Vive Kielce | 28:18 (16:11)                                                                                                  | 1. FC Tatran Prešov |
| Podsiadło 7 · Čačič 6 · Kuchczyński 4 · Jurecki 3 · Konitz 3 · Jachlewski 2 · Grabarczyk 1 · Sadowski 1 · Wasiak 1 · Bartczak · Nikulenkau · Zydroń · Kubiszewski · Stęczniewski | Przebieg: 2:0 (3min) 4:3 (6) 8:4 (8) 9:7 (10) 15:9 (28) 16:13 (32) 21:14 (41) 22:16 (45) 28:16 (57) 28:18 (59) | 6 Mazar · 5 Kozlov · 2 Funak · 2 Mikeci · 2 Tumidalsky · 1 Mazur · Baksa · Brażnik · Durilla · Geci · Marusak · Morkis · Pokotylo Filić |

26 sierpnia 2006 16:00
| 1. FC Tatran Prešov | 28:30 (14:16)                                                                                            | IFK Skövde |
| Mokris 10 · Pokotylo 5 · Mazar 3 · Mazur 3 · Mikeci 3 · Funak 2 · Marusak 1 · Tumidalsky 1 · Baksa · Braznik · Durilla · Filic | Przebieg: 0:1 (1 min) 4:2 (4) 5:9 (13) 11:11 (22) 13:15 (28) 18:18 (34) 21:25 (47) 24:26 (50) 28:28 (57) | 8 Axelsson · 5 Strelning · 4 Wremen · 3 Janic · 3 Larlstrom · 3 Soder · 2 Elf · 2 Larsson · Hansson · Johansoon |

26 sierpnia 2006 19:00
| Vive Kielce | 36:30 (18:17) | IFK Skövde                                                                                           |
| Zydroń 8 · Jurecki 7 · Čačič 5 · Jachlewski 3 · Konitz 3 · Kuchczyński 3 · Nikulenkau 3 · Grabarczyk 2 · Wasiak 2 · Kubiszewski · Podsiadło · Stęczniewski | Przebieg: 3:3 (6min) 5:7 (11) 8:10 (18) 13:11 (23) 14:14 (25) 17:16 (29) 21:21 (39) 27:25 (47) 28:28 (51) 33:28 (56) 33:29 (57) | 8 Axelsson · 7 Wremer · 4 Jarlstrom · 3 Janic · 3 Soder · 2 Elf · 2 Larssen · 1 Johansson · Eckerman |

##### Tabela
| Lp. | Drużyna             | Mecze | Zwycięstwa | Remisy | Porażki | Bramki zdobyte | Bramki stracone | Punkty |
| --- | ------------------- | ----- | ---------- | ------ | ------- | -------------- | --------------- | ------ |
| 1.  | Vive Kielce         | 2     | 2          | 0      | 0       | 64             | 48              | 4      |
| 2.  | IFK Skövde          | 2     | 1          | 0      | 1       | 60             | 64              | 2      |
| 3.  | 1. FC Tatran Prešov | 2     | 0          | 0      | 2       | 46             | 58              | 0      |

### Finały

#### Mecz o 5 miejsce
27 sierpnia 2006 11:00
| Grasshopper Club | 31:26 (16:13) | 1. FC Tatran Prešov                                                                                               |
| Antl 8 · Brüngger 6 · Moszczyński 6 · Chantziaras 3 · Vukelic 3 · Pomeranz 2 · Kliszczyk 1 · Pregler 1 · Fellmann · Hess · Hodel · Krasavac | Przebieg: 4:1 (7min) 6:6 (12) 11:8 (20) 14:11 (26) 15:13 (29) 19:16 (34) 23:17 (42) 26:18 (46) 27:21 (52) 28:23 (55) 29:25 (58) | 5 Mokris · 4 Geci · 4 Tumidalsky · 3 Funak · 3 Mazur · 3 Mikeca · 2 Filić · 1 Durilla · 1 Marusak · Baksa · Mazar |

#### Mecz o 3 miejsce
27 sierpnia 2006 13:00
| Viborg HK | 43:26 (23:12) | IFK Skövde |
| Bitsh 7 · Lindeberg 7 · Johannessen 5 · Leegard 5 · Olsen 5 · Jackobsen 4 · N. Hansen 4 · Bjerre 3 · Trevland 2 · R. Hansen 1 · Boye | Przebieg: 2:0 (3 min) 7:2 (8) 13:4 (15) 18:6 (21) 22:11 (29) 24:14 (33) 29:19 (39) 29:22 (43) 32:25 (48) 36:26 (54) | 8 Wremer · 6 Larssen · 4 Elf · 2 Axelsson · 2 Jahic · 2 Jarlstrom · 1 Arvidsson · 1 Soder · Green · P. Hansson |

#### Finał
27 sierpnia 2006 15:00
| Vive Kielce | 30:33 (17:17) | Dunaferr SE |
| Čačič 8 · Konitz 6 · Kuchczyński 4 · Jachlewski 3 · Jurecki 3 · Zydroń 3 · Grabarczyk 2 · Nikulenkau 1 · Bartczak · Kubiszewski · Podsiadło · Stęczniewski · Wasiak | Przebieg: 1:2 (2min) 3:3 (7) 7:5 (12) 12:9 (19) 14:12 (23) 14:16 (27) 17:16 (29) 20:21 (37) 24:24 (46) 27:29 (52) 29:31 (58) | 12 Csaszar · 6 Kukutska · 5 Ivancisk · 3 Dsukics · 2 Toro 2 · 2 Zubai 2 · 1 Grebenar · 1 Nagy · 1 Sandor · Denes · Kovacs · Mikler |

ZWYCIĘZCA Kielce Cup 2006

Dunaferr SE

### Końcowa klasyfikacja
| Lp.    | Drużyna             |
| ------ | ------------------- |
| złoto  | Dunaferr SE         |
| srebro | Vive Kielce         |
| brąz   | Viborg HK           |
| 4.     | IFK Skövde          |
| 5.     | Grasshopper Club    |
| 6.     | 1. FC Tatran Prešov |

### Nagrody indywidualne
- Król strzelców:  Gábor Császár (Dunaferr SE) – 29 bramek
- Siódemka Kielce Cup 2006:

bramkarz:  Dane Šijan (Viborg HK)
lewe skrzydło:  Radoslav Antl (Grasshopper Club)
obrotowy:  Tomas Mazar (1. FC Tatran Prešov)
prawe skrzydło:  Patryk Kuchczyński (Vive Kielce)
lewe rozegranie:  Morten Bjerre (Viborg HK)
środek rozegrania:  Peter Kukucska (Dunaferr SE)
prawe rozegranie:  Michał Jurecki (Vive Kielce)

## 2007
Czas trwania: 17-19 sierpnia 2007

### Eliminacje

#### Grupa A
17 sierpnia 2007 16:00
| Dunaferr SE | 23:23 (12:15) | Viborg HK |
| Nagy 7 · Tutic 7 · Zubai 4 · Stalafai 3 · Rosta 1 · Zubai G. 1 · Ancsin · Grebenar · Kemeny · Matus · Mikler · Milinkovic · Sandor · Stochl · Toth · kary: 18 min |               | 7 M.H. Aagaard · 5 Dreyer · 4 Johannessen · 2 Csaszar · 2 Karlsson · 1 Hansen · 1 Leegaard · 1 Sogaard · Bjerre · Fornsberg · Tungahan · Vinther · kary: 14 min |

18 sierpnia 2007 10:00
| Viborg HK | 40:30 (19:17) | MKS Piotrkowianin Piotrków Trybunalski |
| Johanessen 9 · Bjerre 5 · Csaszar 5 · Aagard 4 · Dreyer 4 · Hansen 4 · Sagaard 3 · Karlsson 2 · Mazur 2 · Vinther 2 · Forsberg · Jungman · Leegard · kary: 18 min. |               | 7 Zinchuk · 6 Afanasjev · 4 Petrikeev · 4 Różański · 3 Miszka · 2 Matyjasik · 2 Płócienniczak · 1 Piętak · Białaszek · Bodasiński · Ligarzewski · Matulski · Ner · Wolski · kary: 14 min |

18 sierpnia 2007 16:00
| Dunaferr SE | 30:20 (11:10) | MKS Piotrkowianin Piotrków Trybunalski |
| Szalafai 8 · Nagy 6 · Zubai 6 · Grebenar 4 · Sandor 3 · Tutić 3 · Kemeny · Matus · Mikler · Milinovic · Rosta · Stochl · kary: 8 min. |               | 9 Zinchuk · 3 Furman · 3 Różański · 2 Piętak · 1 Bodasiński · 1 Miszka · 1 Wolski · Afanasjev · Ligarzewski · Matulski · Ner · Petrikeev · Płocienniczak · kary: 2 min. |

#### Grupa B
17 sierpnia 2007 18:00
| Vive Kielce | 24:34 (13:15) | Czechowskije Miedwiedi |
| Zaremba 6 · Konitz 5 · Rosiński 3 · Čačič 2 · Grabarczyk 2 · Sadowski 2 · Bartczak 1 · Jachlewski 1 · Nikulenkau 1 · Rosiak 1 · Chodara · Czopek · Kubillas · Kubiszewski · Kuchczyński · kary: 14 minut |               | 6 Semikov · 5 Dibirov · 5 Rastvorcev · 4 Kamanin · 3 Chernoivanov · 2 Igopulo · 2 Ivanov · 2 Kovalen · 2 Skopintsev · 1 Chipurin · 1 Filipov · 1 Ivanov V. · Grams · kary: 12 minut |

18 sierpnia 2007 11:30
| Wisła Płock | 26:37 (11:20) | Czechowskije Miedwiedi |
| Zołoteńko 6 · Radojević 5 · Suski 4 · Jędrzejewski 2 · Krawczyk 2 · Kuptel 1 · Kwiatkowski 1 · Nat 1 · Piórkowski D. 1 · Piórkowski A. 1 · Świerad 1 · Twardo 1 · Marszałek · Szyczkow · Witkowski · Wichary · kary: 2min |               | 10 Teropulo · 5 Dibikov · 4 Chipurin · 4 Kamanin · 4 Skopintsev · 2 Chernovanov · 2 Filipov · 2 Kovalev · 2 Samikov · 1 Ivanov · 1 Peswov · Evdomikov · Grams · kary: 8 min |

18 sierpnia 2007 17:30
| Vive Kielce | 35:30 (16:16) | Wisła Płock |
| Jachlewski 7 · Čačič 6 · Rosiński 5 · Grabarczyk 4 · Bartczak 3 · Konitz 3 · Kuchczyński 3 · Nikulenkau 2 · Chodara 1 · Zaremba 1 · Czopek · Kubillas · Kubiszewski · Pawlak · Rosiak · Sadowski · kary: 12 minut · Zaremba 23 min. |               | 7 Zołoteńko · 6 Suski · 4 Szyczkow · 3 Niedzielski · 3 Świerad · 2 Jędrzejewski · 2 Piórkowski A. · 2 Radojević · 1 Piórkowski D. · Krawczyk · Marszałek · Nat · Wichary · kary: 16 minut · 49 min. Zołoteńko |

### Finały

#### Mecz o 5 miejsce
19 sierpnia 2007 9:30
| Wisła Płock | 32:31 (17:12) | MKS Piotrkowianin Piotrków Trybunalski |
| Szyczkow 7 · Zołoteńko 7 · Świerad 5 · Jędrzejewski 4 · Kwiatkowski 3 · Niedzielski 3 · Suski 2 · Nat 1 · Marszałek · Piórkowski D. · Radojević · Wichary |               | 7 Afansajev · 6 Miszka · 4 Bodasiski · 4 Wolski · 4 Zinchuk · 2 Furman · 2 Petrikeev · 2 Różański · Matulski · Ner · Piętak · Płócienniczak |

#### Mecz o 3 miejsce
19 sierpnia 2007 11:00
| Vive Kielce | 32:27 (14:14) | Dunaferr SE |
| Jachlewski 8 · Nikulenkau 6 · Zaremba 6 · Bartczak 4 · Konitz 2 · Kubillas 2 · Kuchczyński 2 · Rosiński 1 · Sadowski 1 · Chodara · Czopek · Grabarczyk · Kubiszewski · Rosiak · kary: 6 minut |               | 8 Nagy · 5 Grebenar · 5 Zubai · 3 Mino · 2 Szaafai · 2 Tutic · 1 Sandor · 1 Zubai G. · Mikler · Stochl · kary: 6 minut |

#### Finał
19 sierpnia 2007 12:45
| Viborg HK | 29:28 (17:15) | Czechowskije Miedwiedi |
| Bjerre 6 · Csaszar 6 · Aagaard 4 · Hansen 4 · Karlsson 4 · Johanessen 3 · Dreyer 2 · Jungman · Laursen · Mazur · Sogaard · Vinther |               | 7 Kovalev · 4 Chipurin · 4 Dibirov · 4 Semikov · 3 Rastvortsev · 2 Filipov · 2 Igropulov · 1 Chernoivanov · 1 Kamanin · Grams · Ivanov R. · Kostygov · Titov |

ZWYCIĘZCA Kielce Cup 2007

Viborg HK

### Końcowa klasyfikacja
| Lp.    | Drużyna                                |
| ------ | -------------------------------------- |
| złoto  | Viborg HK                              |
| srebro | Czechowskije Miedwiedi                 |
| brąz   | Vive Kielce                            |
| 4.     | Dunaferr SE                            |
| 5.     | Wisła Płock                            |
| 6.     | MKS Piotrkowianin Piotrków Trybunalski |

### Nagrody indywidualne
- Król strzelców:  Kornel Nagy (Dunaferr SE) – 21 bramek
- Siódemka Kielce Cup 2007:

bramkarz:  Emil Jungmann (Viborg HK)
lewe skrzydło:  Mateusz Jachlewski (Vive Kielce)
obrotowy:  Mikhail Chipurin (Czechowskije Miedwiedi)
prawe skrzydło:  Mikkel Holm Aagaard (Viborg HK)
lewe rozegranie:  Dymitri Zinchuk (MKS Piotrkowianin Piotrków Trybunalski)
środek rozegrania:  Stanislav Tutić (Dunaferr SE)
prawe rozegranie:  Konstantin Igropulo (Czechowskije Miedwiedi)

## 2008
Czas trwania: 28-30 sierpnia 2008

### Wyniki
28 sierpnia 2008 17:30
| Hammarby HB | 29:42 (11:23) | 1. FC Tatran Prešov |

28 sierpnia 2008 19:30
| Vive Kielce | 22:21 (10:9) | US Créteil |

29 sierpnia 2008 17:30
| Hammarby HB | 31:28 (14:10) | US Créteil |

29 sierpnia 2008 19:30
| Vive Kielce | 29:27 (15:15) | 1. FC Tatran Prešov |

30 sierpnia 2008 16:00
| US Créteil | 31:20 (14:11) | 1. FC Tatran Prešov |

30 sierpnia 2008 18:00
| Vive Kielce | 30:28 (16:12) | Hammarby HB |

ZWYCIĘZCA Kielce Cup 2008

Vive Kielce

### Końcowa klasyfikacja
| Lp.    | Drużyna             | Mecze | Zwycięstwa | Remisy | Porażki | Bramki zdobyte | Bramki stracone | Punkty |
| ------ | ------------------- | ----- | ---------- | ------ | ------- | -------------- | --------------- | ------ |
| złoto  | Vive Kielce         | 3     | 3          | 0      | 0       | 81             | 76              | 6      |
| srebro | US Créteil          | 3     | 1          | 0      | 2       | 80             | 84              | 2      |
| brąz   | 1. FC Tatran Prešov | 3     | 1          | 0      | 2       | 89             | 89              | 2      |
| 4.     | Hammarby HB         | 3     | 1          | 0      | 2       | 88             | 100             | 2      |

### Nagrody indywidualne
- Król strzelców:  Tomasz Rosiński (Vive Kielce) – 18 bramek
- Siódemka Kielce Cup 2008:

bramkarz:  Kazimierz Kotliński (Vive Kielce)
lewe skrzydło:  Martin Dolk (Hammarby HB)
obrotowy:  Guéric Kervadec (US Créteil)
prawe skrzydło:  Bruno Arive (US Créteil)
lewe rozegranie:  Paweł Podsiadło (Vive Kielce)
środek rozegrania:  Alexander Radczenko (1. FC Tatran Prešov)
prawe rozegranie:  Marián Huňady (1. FC Tatran Prešov)

## 2009
Czas trwania: 14-16 sierpnia 2009

### Wyniki
14 sierpnia 2009 18:00
| HSV Hamburg | 34:27 (17:12) | Pick Szeged |
| Lacković 5 · M. Lijewski 5 · K. Lijewski 5 · Flohr 4 · Lindberg 4 · G. Gille 2 · Ginders 2 · Jansen 2 · Schröder 2 · Vori 2 · Grundsten 1 · Bitter · Sandström · kary: 4 min. |               | 6 Krivokapic · 6 Osmajic · 2 Anđelković · 2 Ghionea · 2 Katzirz · 2 Kos · 2 Vancsics · 2 Zvizej · 1 Herbert · 1 Simon · 1 Zubai · Lele · Liszkai · Marjanac · kary: 12 min. |

14 sierpnia 2009 20:30
| Vive Kielce | 35:32 (18:17) | TuS Nettelstedt-Lübbecke |
|             |               |                          |

15 sierpnia 2009 13:00
| Pick Szeged | 36:28 (13:12) | TuS Nettelstedt-Lübbecke |
| Ghionea 5 · Katzirz 5 · Osmajic 5 · Anđelković 4 · Kos 4 · Zvizej 4 · Lele 3 · Simon 2 · Vancsics 2 · Gyuris 1 · Zubai 1 · Herbert · Krivokapic · Liszkai · Marjanac · kary: 12 min. |               | 7 Niemeyer · 5 Remer · 4 Ólafsson · 3 Felixson · 3 Tłuczyński · 2 Friedrich · 2 Rui · 1 O. Tesch · 1 Wiese · Bartsch · Blažičko · Hansen · Jurecki · Putera · Siódmiak · kary: 8 min. |

15 sierpnia 2009 15:00
| Vive Kielce | 26:31 (11:19) | HSV Hamburg |
|             |               |             |

16 sierpnia 2009 12:30
| TuS Nettelstedt-Lübbecke | 24:25 (12:10) | HSV Hamburg |
|                          |               |             |

16 sierpnia 2009 14:30
| Vive Kielce | 33:29 (16:15) | Pick Szeged |
|             |               |             |

ZWYCIĘZCA Kielce Cup 2009

HSV Hamburg

### Końcowa klasyfikacja
| Lp.    | Drużyna                  | Mecze | Zwycięstwa | Remisy | Porażki | Bramki zdobyte | Bramki stracone | Punkty |
| ------ | ------------------------ | ----- | ---------- | ------ | ------- | -------------- | --------------- | ------ |
| złoto  | HSV Hamburg              | 3     | 3          | 0      | 0       | 90             | 77              | 6      |
| srebro | Vive Kielce              | 3     | 2          | 0      | 1       | 94             | 92              | 4      |
| brąz   | Pick Szeged              | 3     | 1          | 0      | 2       | 92             | 95              | 2      |
| 4.     | TuS Nettelstedt-Lübbecke | 3     | 0          | 0      | 3       | 84             | 96              | 0      |

### Nagrody indywidualne
- MVP turnieju:  Blaženko Lacković (HSV Hamburg)
- Król strzelców:  Mariusz Jurasik (Vive Kielce) – 19 bramek
- Siódemka Kielce Cup 2009:

bramkarz:  Dragan Marjanac (Pick Szeged)
lewe skrzydło:  Tomasz Tłuczyński (TuS Nettelstedt-Lübbecke)
obrotowy:  Rastko Stojković (Vive Kielce)
prawe skrzydło:  Hans Lindberg (HSV Hamburg)
lewe rozegranie:  Michał Jurecki (TuS Nettelstedt-Lübbecke)
środek rozegrania:  Daniel Anđelković (Pick Szeged)
prawe rozegranie:  Marcin Lijewski (HSV Hamburg)

## 2010
W 2010 roku turniej nie odbył się. W zamian Vive Targi Kielce rozegrało dwa sparingi z Barceloną Borges, które odbyły się w dniach 13-14 sierpnia 2010 i zakończyły się zwycięstwem hiszpańskiej drużyny odpowiednio 29:26 i 25:19.

## 2011
W 2011 roku sponsorem turnieju została Galeria Echo i nazwa zawodów została zmieniona na Galeria Echo Kielce Cup. Turniej odbył się w dniach 26-28 sierpnia 2011 roku.
| 1.26 sierpnia 201117:00 | HCM Constanța | 25:26(15:16) | HC Croatia Osiguranje-Zagreb | Hala Legionów, Kielce, Polska |
| 1.26 sierpnia 201117:00 | Alexandru Șimicu 6 · Branisław Angełowski 5 · Gheorghe Alexandru Irimescu 3 · Nikolaus Riganas 3 · Laurențiu Toma 3 · Alexandru Gheorghe Sabou 2 · George Ionuț Buricea 1 · Valentin Ghionea 1 · Marius Novanc 1 | 25:26(15:16) | 6 Zlatko Horvat · 5 Marko Kopljar · 5 Ljubo Vukić · 3 David Špiler · 2 Josip Valčić · 2 Tonči Valčić · 1 Gyula Gál · 1 Jakov Gojun · 1 Marino Marić | Hala Legionów, Kielce, Polska |

- MVP:
  - Branisław Angełowski  (HCM Constanța)
  - Marko Kopljar  (HC Croatia Osiguranje-Zagreb)

| 2.26 sierpnia 201119:00 | Vive Targi Kielce | 27:23(15:9) | Vardar Skopje | Hala Legionów, Kielce, Polska Widzów: 2600 Sędzia: Marek Baranowski Warszawa, Bogdan Lemanowicz Płock |
| 2.26 sierpnia 201119:00 | Tomasz Rosiński 6 · Rastko Stojković 5 · Denis Buntić 4 · Grzegorz Tkaczyk 4 · Bartłomiej Tomczak 4 · Michał Jurecki 3 · Mateusz Zaremba 1 | 27:23(15:9) | 6 Goce Oljeski · 5 Dobrivoje Marković · 3 Ilija Abutović · 2 Vlatko Jovčevski · 1 Bozancić · 1 Tihomir Doder · 1 Filip Łazarow · 1 Nikola Markoski · 1 Vladimir Petrić · 1 Marko Simović · 1 Mitko Stoiłow | Hala Legionów, Kielce, Polska Widzów: 2600 Sędzia: Marek Baranowski Warszawa, Bogdan Lemanowicz Płock |
| 2.26 sierpnia 201119:00 | 4× | 27:23(15:9) | 3× | Hala Legionów, Kielce, Polska Widzów: 2600 Sędzia: Marek Baranowski Warszawa, Bogdan Lemanowicz Płock |

- MVP:
  - Grzegorz Tkaczyk  (Vive Targi Kielce)
  - Borko Ristowski  (HC Croatia Osiguranje-Zagreb)

| 3.27 sierpnia 201116:00 | HC Croatia Osiguranje-Zagreb | 23:24(10:13) | Vardar Skopje | Hala Legionów, Kielce, Polska |
| 3.27 sierpnia 201116:00 | Zlatko Horvat 6 · David Špiler 4 · Tonči Valčić 3 · Ljubo Vukić 3 · Marino Marić 2 · Luka Stepančić 2 · Gyula Gál 1 · Jakov Gojun 1 · Marko Kopljar 1 | 23:24(10:13) | 4 Dobrivoje Marković · 4 Marko Simović · 3 Nikola Markoski · 3 Jan Sobol · 2 Bozancić · 2 Tihomir Doder · 2 Filip Łazarow · 2 Stefan Vujović · 1 Goce Oljeski · 1 Mitko Stoiłow | Hala Legionów, Kielce, Polska |

- MVP:
  - Tonči Valčić  (HC Croatia Osiguranje-Zagreb)
  - Vladimir Abadžić  (Vardar Skopje)

- MVP:
  - Denis Buntić  (Vive Targi Kielce)
  - Ionuț Rudi Stănescu  (HCM Constanța)

| 5.28 sierpnia 201113:00 | Vardar Skopje | 29:32(12:15) | HCM Constanța | Hala Legionów, Kielce, Polska |
| 5.28 sierpnia 201113:00 | Dobrivoje Marković 8 · Jan Sobol 5 · Goce Oljeski 3 · Mitko Stoiłow 3 · Ilija Abutović 2 · Tihomir Doder 2 · Vladimir Petrić 2 · Marko Simović 2 · Vlatko Jovčevski 1 · Stefan Vujović 1 | 29:32(12:15) | 10 Valentin Ghionea · 5 Alexandru Șimicu · 4 Alexandru Gheorghe Sabou · 4 Laurențiu Toma · 3 George Ionuț Buricea · 3 Nikolaus Riganas · 1 Gheorghe Alexandru Irimescu · 1 Marius Novanc · 1 Marius Sadoveac | Hala Legionów, Kielce, Polska |

| 6.28 sierpnia 201115:15 | Vive Targi Kielce | 31:26(14:15) | HC Croatia Osiguranje-Zagreb | Hala Legionów, Kielce, Polska Widzów: 2700 |
| 6.28 sierpnia 201115:15 | Rastko Stojković 10 · Michał Jurecki 9 · Mariusz Jurasik 3 · Denis Buntić 2 · Mateusz Jachlewski 2 · Tomasz Rosiński 2 · Mateusz Zaremba 2 · Grzegorz Tkaczyk 1 | 31:26(14:15) | 7 Marko Kopljar · 4 David Špiler · 4 Ljubo Vukić · 3 Zlatko Horvat · 2 Gyula Gál · 2 Jakov Gojun · 2 Josip Valčić · 1 Nikša Kaleb · 1 Marino Marić | Hala Legionów, Kielce, Polska Widzów: 2700 |
| 6.28 sierpnia 201115:15 | 2× | 31:26(14:15) | 5× | Hala Legionów, Kielce, Polska Widzów: 2700 |

- MVP:
  - Michał Jurecki  (Vive Targi Kielce)
  - Marin Šego  (HC Croatia Osiguranje-Zagreb)

ZWYCIĘZCA Galeria Echo Kielce Cup 2011

Vive Targi Kielce

### Końcowa klasyfikacja
| Lp.    | Drużyna                      | Mecze | Zwycięstwa | Remisy | Porażki | Bramki zdobyte | Bramki stracone | Punkty |
| ------ | ---------------------------- | ----- | ---------- | ------ | ------- | -------------- | --------------- | ------ |
| złoto  | Vive Targi Kielce            | 3     | 3          | 0      | 0       | 90             | 76              | 6      |
| srebro | HCM Constanța                | 3     | 1          | 0      | 2       | 84             | 87              | 2      |
| brąz   | HC Croatia Osiguranje-Zagreb | 3     | 1          | 0      | 2       | 81             | 78              | 2      |
| 4.     | Vardar Skopje                | 3     | 1          | 0      | 2       | 76             | 82              | 2      |

### Nagrody indywidualne
- Król strzelców: Rastko Stojković  (Vive Targi Kielce) – 23 bramki
- Najlepszy bramkarz: Ionuț Rudi Stănescu  (HCM Constanța)
- MVP turnieju: Marko Kopljar  (HC Croatia Osiguranje-Zagreb)

## 2012
W 2012 roku w turnieju Galeria Echo Kielce Cup wystąpiły 4 zespoły: gospodarz: Vive Targi Kielce, francuski Dunkerque Handball Grand Littoral, słowacki HT Tatran Prešov oraz szwedzki IK Sävehof. Turniej odbył się w dniach 24-26 sierpnia 2012 roku.
| 1.24 sierpnia 201218:00 | IK Sävehof | 36:34(20:15) | Dunkerque Handball Grand Littoral | Hala Legionów, Kielce, Polska |
| 1.24 sierpnia 201218:00 |            | 36:34(20:15) |                                   | Hala Legionów, Kielce, Polska |

| 2.24 sierpnia 201220:00 | Vive Targi Kielce | 29:25(16:10) | HT Tatran Prešov | Hala Legionów, Kielce, Polska |
| 2.24 sierpnia 201220:00 | Ivan Čupić 7 · Denis Buntić 5 · Mateusz Jachlewski 4 · Karol Bielecki 2 · Michał Jurecki 2 · Krzysztof Lijewski 2 · Rastko Stojković 2 · Manuel Štrlek 2 · Željko Musa 1 · Þórir Ólafsson 1 · Tomasz Rosiński 1 | 29:25(16:10) | 6 Dainis Krištopāns · 5 Radoslav Antl · 5 Oliver Rábek · 4 Jan Sobol · 2 Andrej Petro · 1 Władimir Guzy · 1 Jakub Hrstka · 1 Tomáš Mažár | Hala Legionów, Kielce, Polska |
| 2.24 sierpnia 201220:00 | 4× · 1× | 29:25(16:10) | 4× · 1× | Hala Legionów, Kielce, Polska |

| 3.25 sierpnia 201216:00 | IK Sävehof | 30:33(15:11) | HT Tatran Prešov | Hala Legionów, Kielce, Polska |
| 3.25 sierpnia 201216:00 |            | 30:33(15:11) |                  | Hala Legionów, Kielce, Polska |

| 4.25 sierpnia 201218:30 | Vive Targi Kielce | 37:28(17:13) | Dunkerque Handball Grand Littoral | Hala Legionów, Kielce, Polska |
| 4.25 sierpnia 201218:30 | Ivan Čupić 9 · Michał Jurecki 5 · Manuel Štrlek 5 · Uroš Zorman 4 · Denis Buntić 3 · Željko Musa 3 · Krzysztof Lijewski 2 · Þórir Ólafsson 2 · Tomasz Rosiński 2 · Mateusz Jachlewski 1 · Rastko Stojković 1 | 37:28(17:13) | 6 Julian Emonet · 6 Kornél Nagy · 4 Sebastien Bosquet · 4 Espen Lie Hansen · 3 Christoffer Rambo · 2 Mohamed Mokrani · 1 Mickaël Grocaut · 1 Erwan Siakam · 1 Pierre Soudry | Hala Legionów, Kielce, Polska |
| 4.25 sierpnia 201218:30 | 3× | 37:28(17:13) | 3× | Hala Legionów, Kielce, Polska |

| 5.26 sierpnia 201211:30 | HT Tatran Prešov | 24:24(12:12) | Dunkerque Handball Grand Littoral | Hala Legionów, Kielce, Polska |
| 5.26 sierpnia 201211:30 |                  | 24:24(12:12) |                                   | Hala Legionów, Kielce, Polska |

| 6.26 sierpnia 201214:00 | Vive Targi Kielce | 40:34(20:16) | IK Sävehof | Hala Legionów, Kielce, Polska |
| 6.26 sierpnia 201214:00 | Ivan Čupić 10 · Manuel Štrlek 5 · Michał Jurecki 4 · Rastko Stojković 4 · Uroš Zorman 4 · Željko Musa 3 · Tomasz Rosiński 3 · Karol Bielecki 2 · Mateusz Jachlewski 2 · Krzysztof Lijewski 2 · Denis Buntić 1 | 40:34(20:16) |            | Hala Legionów, Kielce, Polska |
| 6.26 sierpnia 201214:00 | 2× | 40:34(20:16) |            | Hala Legionów, Kielce, Polska |

ZWYCIĘZCA Galeria Echo Kielce Cup 2012

Vive Targi Kielce

### Końcowa klasyfikacja
| Lp.    | Drużyna                           | Mecze | Zwycięstwa | Remisy | Porażki | Bramki zdobyte | Bramki stracone | Punkty |
| ------ | --------------------------------- | ----- | ---------- | ------ | ------- | -------------- | --------------- | ------ |
| złoto  | Vive Targi Kielce                 | 3     | 3          | 0      | 0       | 106            | 87              | 6      |
| srebro | HT Tatran Prešov                  | 3     | 1          | 1      | 1       | 82             | 83              | 3      |
| brąz   | IK Sävehof                        | 3     | 1          | 0      | 2       | 100            | 107             | 2      |
| 4.     | Dunkerque Handball Grand Littoral | 3     | 0          | 1      | 2       | 86             | 97              | 1      |

### Nagrody indywidualne
- Król strzelców: Ivan Čupić  (Vive Targi Kielce) – 26 bramek[2]
- Najlepszy bramkarz: Thomas Forsberg  (IK Sävehof)[2]
- MVP turnieju: Radoslav Ant  (HT Tatran Prešov)[2]